# Leyla Zana
Leyla Silvan, conocida como Leyla Zana (Silvan, Diyarbakır, 3 de mayo de 1961) es una escritora y política kurda turca, de ideas feministas y progresistas y defensora de la autonomía del Kurdistán en una Turquía federal. Fue diputada de la Asamblea Nacional de Turquía desde junio de 2015 por el Partido Democrático de los Pueblos.
De 1994 a 2004, estuvo encarcelada por su activismo político. Previamente, de 1991 a 1994 fue diputada independiente. 
Fue galardonada con el Premio Sájarov en 1995 por el Parlamento Europeo, pero no pudo recoger su premio hasta su liberación en 2004. También recibió el Premio Rafto en 1994, después de haber sido reconocida por la Fundación Rafto por haber sido encarcelada por su lucha pacífica en favor de los derechos del pueblo kurdo en Turquía. 

## Trayectoria
Nació en Silvan, cerca de Diyarbakir. Fue casada a los 14 años con su primo Medhi Zana, elegido alcalde de Diyarbakır en 1975. Tras el encarcelamiento de su marido, a raíz del golpe de Estado en Turquía en 1980, Leyla comenzó una intensa actividad en defensa de los detenidos políticos y por la amnistía.  
Empezó a estudiar a los 23 años y obtuvo los diplomas de primaria y secundaria en tres años.
A principios de los años 90, colaboró en la fundación del periódico Yeni Ülke, uno de los primeros rotativos editados en kurdo. 

### Trayectoria política y activista
En octubre de 1991, se convirtió en la primera mujer kurda que accedió a un escaño en el parlamento de Turquía. Su activismo en favor de los derechos humanos y de los derechos del pueblo kurdo, le otorgó un gran reconocimiento por parte de la población kurda de Turquía. Logró convertirse en diputada por el distrito de Diyarbarkir con el 84% de los votos por el partido DEHAP (Partido de la Democracia del Pueblo).
Zana fue la primera diputada electa en plantear abiertamente el llamado "conflicto kurdo" en la Asamblea Nacional de Turquía. Ingresó el 6 de noviembre de 1991, con un gran escándalo para el nacionalismo kemalista. Juró su cargo luciendo una diadema con los colores de la prohibida bandera kurda y usando la proscrita lengua kurda: "en nombre de la hermandad entre los pueblos turco y kurdo".
En marzo de 1994,  tras un controvertido discurso en EE. UU., siendo diputada del Partido de la Democracia le fue cancelada la inmunidad parlamentaria y fue detenida bajo las acusaciones de traición y separatismo, así como de pertenencia al Partido de los Trabajadores del Kurdistán (PKK), junto con sus compañeros de partido Hatip Dicle, Orhan Doğan y Selin Sadak. 
El 8 de diciembre de ese año, fue condenada a quince años acusada de "traición" y "pertenencia a una organización ilegal", cargos que ella siempre negó.
En 1995 le fue concedido por el Parlamento Europeo el Premio Sájarov para libertad de pensamiento por su "valiente defensa de los derechos humanos y su compromiso a forjar una resolución pacífica y democrática al conflicto kurdo".
El caso de Leyla Zana despertó un importante interés internacional, especialmente a raíz de los intentos de Turquía por ingresar en la Unión Europea. La UE insistió repetidamente al gobierno turco para que Zana fuera liberada. En el año 2000, la película La espalda del mundo de Javier Corcuera dedicó uno de los tres reportajes a la historia de Zana, aumentando su popularidad en el exterior de Turquía.
En 2001, el Tribunal Europeo de Derechos Humanos falló contra el gobierno turco por el caso de Zana, calificándola como presa de conciencia. No obstante, Turquía no reconoció el fallo. Fue liberada en 2004. 
En 2005 el Tribunal Europeo dictaminó una compensación de 9.000€ a Zana por parte del gobierno turco.  Ese mismo año Zana participó en la formación del Movimiento Democrático del Pueblo (DTH), el cual se fusionó con el Partido de la Democracia del Pueblo (DEHAP) dando lugar al Partido Democrático del Pueblo (DTP), donde actualmente milita Zana.
Defensora de una Turquía federal con una región denominada Kurdistán, en abril de 2008 fue condenada a dos años de cárcel por "propaganda terrorista". En diciembre del mismo año fue también condenada a otra década en la cárcel por "terrorismo". El 28 de julio de 2009 otro tribunal la condenó a 15 meses de prisión por un parlamento. Las tres penas se suspendieron.
El 12 de junio de 2011, regresó al parlamento. Fue reelegida como independiente debido a una prohibición vigente de pertenecer a un partido. Defensora de una solución política al conflicto kurdo, se reunió en 2012 con el que posteriormente sería Presidente, Recep Tayyip Erdoğan, y apostó por él públicamente para resolver el conflicto kurdo lo que le valió críticas de los propios sectores kurdos. Su iniciativa sirvió de base para el proceso negociador entre el PKK y el gobierno turco, gracias al cual el líder del PKK Abdullah Öcalan realizó el histórico llamamiento a basar de la resistencia armada a la lucha política.
En verano de 2015, se inició una nueva ofensiva judicial a consecuencia del violento fin del proceso de paz con el PKK. El Partido Democrático del Pueblo fue acusado de ser el brazo político del PKK. La formación lo niega y denuncia una purga para acabar con la disidencia del país.
En mayo de 2016, el parlamento turco aprobó levantar la inmunidad parlamentaria de los diputados que tengan abiertos procesos judiciales.
En noviembre de 2016, Zana fue nuevamente arrestada junto con otros diputados del BDP / HDP, acusados de afiliación con el PKK y en febrero de 2017 de nuevo fue arrestada brevemente y liberada.

## Premios
- 1994, Premio Rafto
- 1995, Premio Sájarov